# Iphitos von Elis
Iphitos (altgriechisch Ἴφιτος Íphitos), König von Elis, gilt als Mitbegründer der Olympischen Spiele der Antike. Nach dieser Sage soll er, nachdem Kriege und die Pest sein Land fast vollständig verwüstet hatten, durch einen Boten das Orakel von Delphi befragt haben, was er tun könnte, um dies zu stoppen.
Nach dem Orakelspruch sollten die Eleer den Tempeln Opfer bringen, Feste abhalten und während dieser Freundschaft mit den Hellenen halten. Iphitos verstand diesen Rat so, dass er die Olympischen Spiele, von denen die Überlieferung berichtete, erneuern sollte. Er schloss einen Vertrag mit Lykurgos von Sparta und Kleosthenes von Pisa, in welchem auch der Olympische Friede festgelegt wurde. Er bestimmte Olympia zu einem heiligen Ort, an dem ein Wagenrennen stattfinden sollte, das alle vier Jahre wiederholt wurde. Diesem sollte eine dreimonatige Kriegspause mit den Nachbarn vorausgehen. Das Wagenrennen wurde später durch einen Wettlauf über die Länge eines Stadions ersetzt. Erste Überlieferungen mit Nennung der Sieger gibt es ab 776 v. Chr. Der Überlieferung nach soll Iphitos den Vertrag zwischen ihm und Lykurg auf einen Diskus ritzen lassen haben.

## Trivia
Iphitos von Elis dient als Namensgeber des Münchener Tennisclubs MTTC Iphitos München.